# Griselinia carlomunozii
Griselinia carlomunozii är en tvåhjärtbladig växtart som beskrevs av Michael O. Dillon, M. Muñoz-Schick. Griselinia carlomunozii ingår i släktet Griselinia och familjen Griseliniaceae. Inga underarter finns listade.